# タンパベイ・タイムズ
タンパベイ・タイムズ (Tampa Bay Times) はフロリダ州セントピーターズバーグで発行されている新聞。フロリダで最も売れている日刊紙である。2011年12月まではセントピーターズバーグ・タイムズであった。過去に8度ピューリッツァー賞を受賞し、2009年には新聞社として史上初めて2部門受賞した。
1996年にタンパベイ・タイムズ・フォーラムのネーミングライツを獲得した。